# 圣洛朗达尔斯
圣洛朗达尔斯（法語：Saint-Laurent-d'Arce，法語發音：[sɛ̃ loʁɑ̃ daʁs]）是法国吉伦特省的一个市镇，属于布莱区。

## 地理
圣洛朗达尔斯（45°2'5"N, 0°28'12"W）面积8.07 平方千米，位于法国新阿基坦大区吉倫特省，该省份为法国西南部沿海省份，是法國本土面积最大的省，北起滨海夏朗德省，西临大西洋，南至朗德省，东南接洛特-加龍省，东临多爾多涅省。
与圣洛朗达尔斯接壤的市镇（或旧市镇、城区）包括：塞扎克、圣热尔韦、珀雅尔、普里尼亚克和马尔康、托里亚克、维尔萨克。

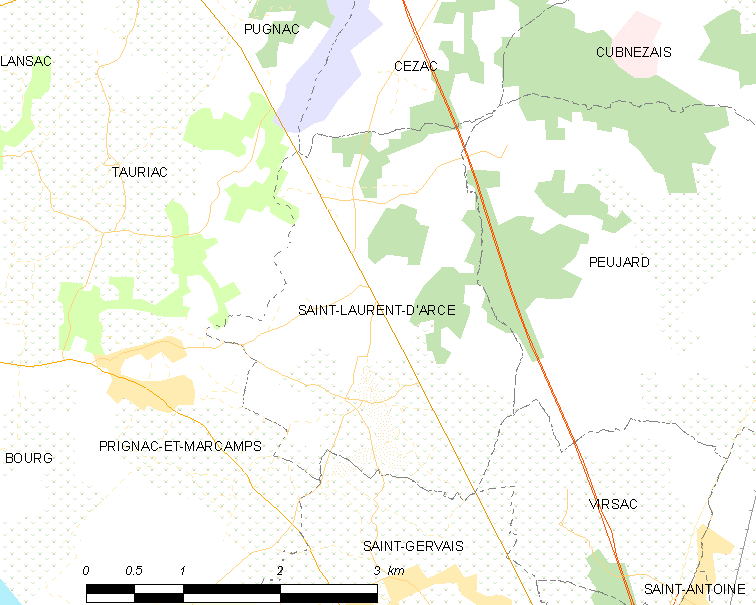
圣洛朗达尔斯的OSM定位图

圣洛朗达尔斯的时区为UTC+01:00、UTC+02:00（夏令时）。

## 行政
圣洛朗达尔斯的邮政编码为33240，INSEE市镇编码为33425。

## 政治
圣洛朗达尔斯所属的省级选区为北吉伦特县。

## 人口

1962-2008年间圣洛朗达尔斯人口变化图示

圣洛朗达尔斯于2022年1月1日时的人口数量为1553人。